# Geilon
#Geilon ist das Debütalbum des deutschen Rappers MC Fitti. Es erschien am 5. Juli 2013 über das Label Styleheads Music. Der Vertrieb erfolgt über Groove Attack.

## Titelliste
1. Intro – 1:06
2. Brummer (feat. Udo Zwackel) – 3:36
3. Fitti mitm Bart – 3:28
4. #Geilon – 2:58
5. Schöne Mädchen – 3:01
6. Fancy (feat. Moonbootica) – 3:09
7. Du willst so sein wie Fitti – 3:10

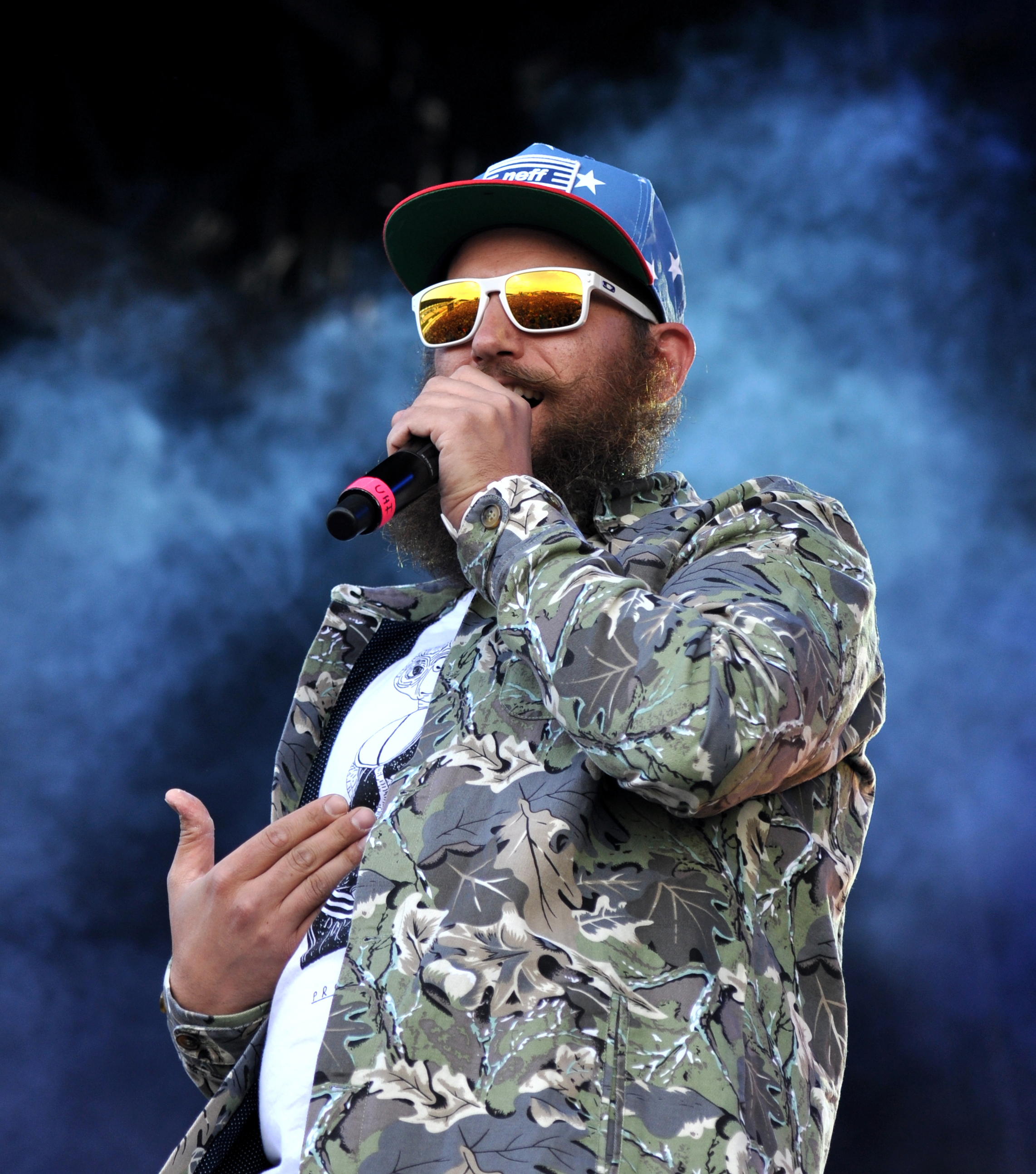
MC Fitti

8. It Boys (feat. Felix Brummer) – 3:25
9. Grüne Welle (feat. Bonnie Strange) – 3:07
10. Aerobic (Skit) – 2:21
11. Roflcopter – 2:19
12. WG Party (feat. Vokalmatador) – 4:01
13. 18 Zoll (feat. Marsimoto) – 3:19
14. Penn in der Bahn – 2:58
15. Whatsapper – 2:45
16. 30° Grad – 3:09
17. Vollgas – 2:27
18. Schnelle Ponys – 2:47
19. Flamingo Girls – 2:42

## Rezeption

### Erfolg
#Geilon stieg auf Platz 2 der deutschen Album-Charts ein. Es konnte sich insgesamt elf Wochen in der Hitparade halten, bis es Anfang November 2013 die Charts wieder verließ. Die Singles Fitti mitm Bart (Platz 63), Whatsapper (Platz 86), Schöne Mädchen (Platz 87) und 30 Grad (Platz 99) positionierten sich zudem in den deutschen Single-Charts.

### Kritik
Die E-Zine Laut.de bewertete #Geilon mit drei von möglichen fünf Bewertungspunkten. Aus Sicht des Redakteurs David Hutzel handele es sich bei #Geilon eher um eine Sammlung als um ein „klassisches Album“. Das Themenfeld des Rappers beschränke sich auf „Yoloswag und Understatement-Proletariat“, was „mit einzelnen Stücken“ noch funktioniere, jedoch „auf Albumlänge den Witz“ raube. Trotz einer „durchschnittlichen Songdauer von knapp drei Minuten“ langweile MC Fitti mit Einfalt. Die Produktionen zeichnen sich durch „ordentlich Synth-Slap-Bass“ sowie „schwülstigen 80er- und 90er-Charme“ aus. Während der Gastbeitrag von Vokalmatador negativ gewertet wird, erhält Marsimotos Beitrag positive Kritik. Dessen „gepitchte Stimme“ passe laut Hutzel „ins Gesamtbild“.

### Bestenliste
In der Liste der besten „Hip Hop-Alben des Jahres“ 2013 von Laut.de wurde #Geilon auf Rang 25 platziert. Aus Sicht der Redaktion liefere MC Fitti den Soundtrack für die „Jugend von heute“, die „ihr Dasein als eine riesengroße, hedonistische Party“ feiere.